# Élection présidentielle polynésienne de 2008
Une élection présidentielle au suffrage indirect s'est tenue en Polynésie française le 24 février 2008. Elle fait suite aux élections territoriales des 27 janvier et 10 février.
Le président sortant Gaston Flosse (UMP) fut réélu avec le soutien de l'Union pour la démocratie. Il obtint les voix de 29 représentants contre 27.